# Kirchensteuer
La Kirchensteuer o tassa sulle religioni, è il sistema di finanziamento delle religioni in Germania. È una tassa che le comunità religiose raccolgono dai propri membri per finanziare le spese della comunità ecclesiale, come ad esempio il sostentamento del personale ecclesiastico, le spese di amministrazione della comunità e di mantenimento degli edifici ecclesiastici o per promuovere progetti con una finalità sociale. Soggetti alla tassazione ecclesiastica sono le persone fisiche che sono registrate nelle liste dei fedeli di una comunità religiosa cui è stato riconosciuto il diritto di imporre la tassazione ecclesiastica.
Nella Repubblica federale di Germania, la tassa viene rimborsata completamente dallo Stato nella dichiarazione dei redditi.
Secondo l'articolo 140 della Legge fondamentale (GG) in combinato disposto con l'articolo 137 della Costituzione di Weimar, le comunità religiose e filosofiche sono enti pubblici che hanno il diritto di imporre tasse. Tale tradizione risale ai concordati ottocenteschi. I fedeli, pagando la Kirchensteuer hanno il diritto di essere iscritti nell'elenco di coloro che professano la fede religiosa e a ottenere i servizi religiosi, quali battesimi, cresime, matrimoni, estreme unzioni e funerali. Il mancato pagamento della tassa comporta la cancellazione dall'elenco e la cessazione dei servizi religiosi.
Nel caso della Chiesa Cattolica la tassazione è fissata all'8% o 9% dell'imposta lorda versata (Einkommensteuer).